# Densité de Schnirelmann
Pour les articles homonymes, voir Densité (homonymie) et Schnirelmann.
En mathématiques, la densité de Schnirelmann d'un ensemble d'entiers naturels non nuls est un nombre qui mesure de quelle façon cet ensemble est « dense ». C'est un exemple de densité asymptotique.  Elle a été nommée en l'honneur du mathématicien russe Lev Schnirelmann, qui fut le premier à l'étudier.
Intuitivement, nous ressentons qu'il y a « plus » de nombres impairs que de carrés parfaits ; toutefois, l'ensemble des nombres impairs n'est pas « plus grand » que l'ensemble des carrés parfaits : ces deux ensembles sont dénombrables et peuvent par conséquent être mis en bijection. Nous avons donc besoin d'une meilleure mesure pour formaliser notre notion intuitive. C'est ce qu'effectue la notion de densité asymptotique, dont la densité de Schnirelmann est un exemple.

## Définition
Soit {\displaystyle A} un ensemble d'entiers naturels non nuls. On note {\displaystyle A(n)} le nombre d'éléments de {\displaystyle A\cap [1,n]}, c’est-à-dire le nombre d'éléments de {\displaystyle A} qui sont inférieurs ou égaux à {\displaystyle n} ou encore {\displaystyle A(n)={\textrm {Card}}(\{\,k\leq n\,|\,k\in A\,\})}. Alors, la densité de Schnirelmann de {\displaystyle A} est le nombre réel :
où {\displaystyle \inf } désigne la borne inférieure (qui existe toujours, contrairement à la limite {\displaystyle \lim _{n\rightarrow \infty }{\frac {A(n)}{n}}}, appelée densité asymptotique, ou densité naturelle, ou densité arithmétique).
Par exemple, l'ensemble des nombres impairs possède une densité de Schnirelmann de {\displaystyle {\dfrac {1}{2}}}. Celle des carrés des nombres entiers ou des nombres de Mersenne est nulle, bien que ces deux ensembles soient infinis.

## Propriétés
La fonction densité de Schnirelmann σ (définie sur l'ensemble des parties de ℕ*) possède les propriétés suivantes, pour toute partie A de ℕ* :
1. 0 ≤ σ(A) ≤ 1 ;
2. si σ(A)=0 alors pour tout ε>0, il existe n tel que A(n) < εn, ce qui découle de la définition de σ(A) comme borne inférieure, ainsi que :
3. ∀ n, A(n) ≥ nσ(A), dont on déduit :
4. si σ(A)=1 alors A=ℕ* (la réciproque étant immédiate) ;
5. si 1 n'appartient pas à A alors σ(A)=0 (car A(1)=0).

On pourrait se demander quelle est l'utilité d'une telle fonction de densité, puisqu'elle est extrêmement sensible aux premières valeurs de l'ensemble considéré (l'ensemble des nombres pairs, par exemple, a une densité de Schnirelmann nulle). Schnirelmann et Linnik exploitèrent ceci comme nous le verrons.

## Théorèmes de Schnirelmann
Si nous posons {\displaystyle {\mathfrak {G}}^{2}=\{k^{2}\}_{k=1}^{\infty }} (l'ensemble des carrés des nombres entiers non nuls), alors le théorème des quatre carrés de Lagrange – qui stipule que tout nombre entier peut être exprimé sous la forme de somme de quatre carrés – peut être réexprimé sous la forme :
{\displaystyle \sigma \left({\mathfrak {G}}^{2}\oplus {\mathfrak {G}}^{2}\oplus {\mathfrak {G}}^{2}\oplus {\mathfrak {G}}^{2}\right)=1}.
où ⊕ est l'opérateur de la somme d'ensembles des sous-ensembles {\displaystyle {\mathfrak {G}}^{2}}.
Il est clair que {\displaystyle \sigma \left({\mathfrak {G}}^{2}\right)=0}. En fait, nous avons toujours {\displaystyle \sigma \left({\mathfrak {G}}^{2}\oplus {\mathfrak {G}}^{2}\right)=0} et on pourrait se demander à partir de quel point la somme des ensembles atteint la densité de Schnirelmann 1 et comment elle augmente. Il se trouve que {\displaystyle \sigma \left({\mathfrak {G}}^{2}\oplus {\mathfrak {G}}^{2}\oplus {\mathfrak {G}}^{2}\right)=5/6} et on peut voir qu'ajouter {\displaystyle {\mathfrak {G}}^{2}} une fois encore produit {\displaystyle \mathbb {N} ^{*}} tout entier.
Schnirelmann réussit à développer cette idée dans les théorèmes suivants, en se dirigeant vers une théorie additive des nombres, et démontra qu'ils étaient une nouvelle ressource (potentiellement puissante) pour attaquer d'importants problèmes, tels que le problème de Waring et la conjecture de Goldbach.
Le premier théorème de Schnirelmann est une version faible du théorème de Mann :
En remarquant que σ(A) + σ(B) - σ(A)σ(B) = 1 - (1-σ(A))(1-σ(B)), on en déduit par récurrence :
Ce théorème fournit le premier aperçu du comportement d'accumulation des sommes d'ensembles. Il semble malheureux que sa conclusion arrive avant de montrer que σ est superadditive (c’est-à-dire que σ(A⊕B) ≥ σ(A)+σ(B)). Schnirelmann pallie cela avec les résultats suivants, qui suffisent pour la plus grande partie de son objectif :
Théorème de Schnirelmann — Soit A une partie de ℕ*. Si σ(A) > 0, alors il existe un entier {\displaystyle k} tel que
où {\displaystyle A} est répété {\displaystyle k} fois dans la somme.
Une application de ce théorème permet d'exprimer tout nombre entier comme somme d'éléments de l'ensemble A={1, 2, 3, 5, 7, 11, ...} des nombres premiers auquel on adjoint 1. Schnirelmann a montré que {\displaystyle \sigma (A)=0}, mais que σ(A⊕A) > 0. Par application du théorème de Schnirelmann, il existe un nombre entier k tel que k fois la somme de A⊕A soit égale à ℕ*. C’est-à-dire qu'il existe un nombre s tel que tout nombre entier positif soit égal à la somme d'au plus s nombres premiers ou égaux à 1.
Ce nombre {\displaystyle s} est appelé la constante de Schnirelmann. Il vaut au moins 3, et la conjecture de Goldbach équivaut à {\displaystyle s=3}. Olivier Ramaré a prouvé en 1995 que s ≤ 7. En 2013, Harald Helfgott a prouvé la conjecture faible de Goldbach, c'est-à-dire que tout entier impair supérieur ou égal à 5 est somme d'au plus trois nombres premiers ; ceci entraine que s≤ 4.

## Bases additives
Un sous-ensemble A de ℕ* avec la propriété que A ⊕ A ⊕ … ⊕ A = ℕ* pour une somme finie, est appelé une base additive, et le plus petit nombre de termes requis est appelé le degré de la base. Donc, le dernier théorème exprime que tout ensemble avec une densité de Schnirelmann strictement positive est une base additive. Dans cette terminologie, l'ensemble des carrés {\displaystyle {\mathfrak {G}}^{2}=\{k^{2}\}_{k=1}^{\infty }} est une base additive de degré 4.

## Théorème de Mann
Historiquement, les théorèmes ci-dessus étaient des indicateurs pour le résultat suivant, qui est le meilleur raffinement possible de sa « version faible » (cf supra) démontrée par Schnirelmann, et s'est révélé difficile à attaquer. Il devint connu comme l'hypothèse α + β, utilisée par Edmund Landau, et fut finalement démontré par Henry Mann en 1942.

## Problème de Waring
Soient {\displaystyle k} et {\displaystyle N} des nombres naturels. Définissons :
- {\displaystyle {\mathfrak {G}}^{k}=\{i^{k}~|~i\in \mathbb {N} ^{*}\},}
- {\displaystyle r_{N}^{k}(n)} comme étant le nombre de solutions {\displaystyle (x_{1},\ldots ,x_{N})\in \mathbb {N} ^{N}} de l'équation{\displaystyle x_{1}^{k}+x_{2}^{k}+\cdots +x_{N}^{k}=n,}
- {\displaystyle R_{N}^{k}(n)} comme étant le nombre de solutions {\displaystyle (x_{1},\ldots ,x_{N})\in \mathbb {N} ^{N}} de l'inéquation{\displaystyle x_{1}^{k}+x_{2}^{k}+\cdots +x_{N}^{k}\leq n.}

Ainsi, nous avons :
- {\displaystyle R_{N}^{k}(n)=\sum _{i=0}^{n}r_{N}^{k}(i),}
- {\displaystyle r_{N}^{k}(n)>0\Leftrightarrow n\in N{\mathfrak {G}}^{k},}
- {\displaystyle R_{N}^{k}(n)\geq \left({\frac {n}{N}}\right)^{\frac {N}{k}}.}

Le volume du bloc {\displaystyle N}-dimensionnel défini par {\displaystyle 0\leq x_{1}^{k}+x_{2}^{k}+\cdots +x_{N}^{k}\leq n} est borné par le volume de l'hypercube de taille {\displaystyle n^{1/k}}, en conséquence {\displaystyle R_{N}^{k}(n)} est majoré (grossièrement) par {\displaystyle (1+n^{1/k})^{N}}. Linnik a démontré que cette borne fonctionne encore sur la moyenne, c'est-à-dire :
Lemme — Pour tout entier naturel k il existe un entier naturel N et une constante {\displaystyle c=c(k)}, dépendant seulement de k, tels que pour tous entiers m, n vérifiant 0 ≤ m ≤ n,
Avec ce lemme, le théorème suivant peut être démontré de façon élégante.
Théorème — Pour tout {\displaystyle k}, il existe {\displaystyle N} tel que {\displaystyle \sigma (N{\mathfrak {G}}^{k})>0}.
Nous avons ainsi exprimé la solution générale du problème de Waring :
Corollaire — Pour tout k il existe N, dépendant seulement de k, tel que chaque nombre entier positif n peut être exprimé comme la somme d'au plus N puissances k-ièmes.

## Une application de la densité de Schnirelmann
On peut aisément montrer que l'ensemble des nombres premiers est infini en faisant intervenir la notion de densité de Schnirelmann.
Introduisons d'abord quelques notations :
- Avec {\displaystyle p} un entier naturel non nul, on note {\displaystyle {\mathcal {N}}_{p}} l'ensemble des nombres divisibles par p.
- On note {\displaystyle {\mathcal {P}}} l'ensemble des nombres premiers.

Supposons que {\displaystyle {\mathcal {P}}} est fini. On le note alors {\displaystyle \lbrace p_{1},...,p_{k}\rbrace }.
On a {\displaystyle \sigma (\mathbb {N} ^{*}\setminus ({\mathcal {N}}_{p_{1}}\cup ...\cup {\mathcal {N}}_{p_{k}}))\geqslant {\frac {1}{p_{1}...p_{k}}}>0}. Or en supprimant tous les nombres entiers naturels non nuls divisibles par au moins un nombre premier, il ne reste que 1, et {\displaystyle \sigma (\lbrace 1\rbrace )=0}, ce qui contredit l'inégalité précédente.
On en déduit le théorème bien connu :
Théorème — L'ensemble des nombres premiers est infini.